# Bernardo Provenzano
Bernardo Provenzano (pronunție în italiană [berˈnardo provenˈtsaːno]; n. 31 ianuarie 1933, Corleone, Sicilia, Regatul Italiei – d. 13 iulie 2016, Milano, Lombardia, Italia) a fost membru al Mafiei siciliene ( Cosa Nostra ) și a fost suspectat de a fi fost șeful Corleonesi, o facțiune a mafiei care își are originea în orașul Corleone și de facto capo di tutti i capi (șeful tuturor șefilor) a întregii mafii siciliene până la arestarea sa în 2006.
Porecla lui era Binnu u tratturi (siciliană pentru „Binnie tractorul”), deoarece, în cuvintele unui informator, „el pune oamenii la pământ” . O altă poreclă a fost Contabilul, datorită abordării sale aparent subtile și discrete de a-și conduce imperiul criminalității, cel puțin în contrast cu unii dintre predecesorii săi mai violenți.